# Goldmania bella
Goldmania bella là một loài chim trong họ Chim ruồi. Chúng thường thấy được ở Colombia và Panama.

## Phân loại
G. bella được Edward William Nelson mô tả lần đầu tiên vào năm 1912 từ các mẫu vật được thu thập gần Cana và sườn núi Cerro Pirre trong Vườn quốc gia Darién ở phía đông Panama gần biên giới với Colombia. Nelson đặt danh pháp hai phần cho loài này là Goethalsia bella. Một nghiên cứu phát sinh loài phân tử được công bố vào năm 2014 cho thấy loài G. bella có quan hệ họ hàng gần với loài Goldmania violiceps. Hầu hết các hệ thống phân loại đã chuyển loài này vào chi Goldmania. Tuy nhiên, Cẩm nang về các loài chim trên thế giới của BirdLife International vẫn giữ nó ở chi đơn loài Goethalsia.